# 杰克·朗
杰克·朗（英語：Jake Edward Long，1985年5月9日—），美式足球进攻截锋，效力于国家橄榄球联盟的迈阿密海豚队。
朗先后在东利珀高中（Lapeer East High School）、密西根大学打球，2008年以状元秀身份被迈阿密海豚队选中。他在新秀赛季便入选明星碗替补阵容，2010年又入选明星碗先发阵容。